# Giandomenico Mesto
Giandomenico Mesto (Monopoli, 25 mei 1982) is een Italiaans voetballer die doorgaans als rechtsback of als rechtsmidden speelt. Sinds januari 2016 speelt hij bij de Griekse club Panathinaikos. Hij heeft drie interlands voor Italië op zijn naam.

## Clubcarrière
Mesto speelde negen seizoenen voor Reggina Calcio. In die periode werd hij uitgeleend aan US Cremonese en US Fermana. In 2007 werd hij verkocht aan Udinese. Na één seizoen werd hij getransfereerd naar Genoa CFC, waar hij vier seizoenen bleef. Op 31 augustus 2012 werd hij voor anderhalf miljoen euro verkocht aan SSC Napoli, waar Mesto een contract voor drie seizoenen tekende. Op 2 november 2013 viel hij in de competitiewedstrijd tegen Catania uit met een zware knieblessure, die hem zes maanden aan de kant hield. In april 2014 maakte hij zijn comeback tegen SS Lazio. In januari 2016 verhuisde Mesto naar de Griekse club Panathinaikos.

## Interlandcarrière
Mesto maakte deel uit van de selectie die de bronzen medaille won bij de Olympische Spelen 2004 in Athene. In de troostfinale won de ploeg van bondscoach Claudio Gentile met 1-0 van Irak.
Mesto debuteerde op 8 juni 2005 voor Italië in de vriendschappelijke wedstrijd tegen Servië en Montenegro in het Canadese Toronto. Drie dagen later speelde hij ook mee in de oefeninterland tegen Ecuador in East Rutherford. Zijn derde en laatste interland speelde hij op 17 oktober 2007, een vriendschappelijke wedstrijd tegen Zuid-Afrika.
| Logo van de Olympische Spelen | Goud | Zilver | Brons | Logo van de Olympische Spelen |
|                               | 0    | 0      | 1     |                               |

1 Amelia ·
2 Chiellini ·
3 Moretti ·
4 Ferrari ·
5 Bonera ·
6 De Rossi ·
7 Pinzi ·
8 Palombo ·
9 Gilardino ·
10 Pirlo ·
11 Sculli ·
12 Gasbarroni ·
13 Barzagli ·
14 Bovo ·
15 Donadel ·
16 Del Nero ·
17 Mesto ·
18 Pelizolli ·
Coach: Gentile